# Alice Florian
Alice Florian-Von Tarnay (1921 – 13 maggio 2016) è stata una tennista jugoslava naturalizzata tedesca.

## Biografia
Nel 1939 partecipò agli Internazionali di Francia giungendo in finale nel doppio femminile esibendosi in coppia con Hella Kovac. Persero contro la coppia formata dalla francese Simonne Mathieu e da Jadwiga Jędrzejowska in un doppio 7-5.
Nel singolo nella stessa competizione internazionale venne eliminata al primo turno da M. Lebailly.